# Parampheres
Parampheres is een geslacht van hooiwagens uit de familie Gonyleptidae.
De wetenschappelijke naam Parampheres is voor het eerst geldig gepubliceerd door Roewer in 1913. 

## Soorten
Parampheres omvat de volgende 6 soorten:
- Parampheres bimaculatus
- Parampheres boliviensis
- Parampheres lucidus
- Parampheres pectinatus
- Parampheres ronae
- Parampheres tibialis